# Drummond (klan)

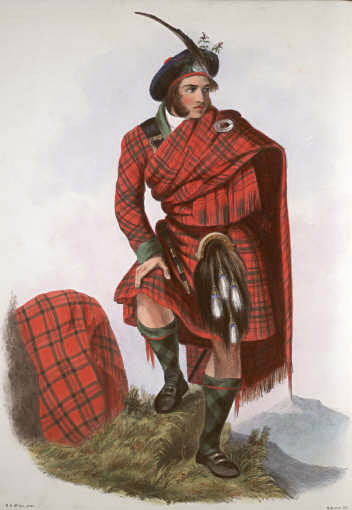
Illustration föreställande en Drummond från The Clans of the Scottish Highlands (1845).

Drummond är en skotsk klan. Namnet är "Druimeanach" på modern skotsk gaeliska.

## Fiktiv person med efternamnet Drummond
- Hugh "Bulldog" Drummond, äventyrshjälte i Cyril McNeiles romaner från 1920-talet.